# Georg Mehlis
Georg Mehlis (* 8. März 1878 in Hannover; † 13. November 1942 in Freiburg im Breisgau) war ein deutscher Philosoph der neukantianischen Richtung, Hochschullehrer und Autor.

## Leben
Er war ein Sohn des Rechtsanwalts Georg Mehlis und dessen Frau Marie Heins. Nach dem Besuch des Lyceum I in seiner Geburtsstadt Hannover wurde er zunächst Berufssoldat. 1896 begann er seine militärische Karriere als Fahnenjunker beim 10. Königlich Sächsischen Infanterie-Regiment Nr. 134. Im Jahr darauf wurde er Leutnant. 1902 nahm er seinen Abschied. Danach studierte Mehlis zwei Semester Germanistik, Philosophie und Geschichte an der Universität Marburg. 1903 wechselte er an die Universität Heidelberg, wo sich vor allem auf das Philosophiestudium konzentrierte. 1906 wurde er in Heidelberg bei Wilhelm Windelband mit einer Dissertation über „Schellings Geschichtsphilosophie in den Jahren 1799–1804“ zum Dr. phil. promoviert. 1909 habilitierte er sich an der Universität Freiburg mit einer Schrift über „Die Geschichtsphilosophie Auguste Comtes“ und war dort ab 1910 als Privatdozent tätig.
Mehlis war ein Schüler und Anhänger des Philosophen Heinrich Rickert. Gemeinsam mit Richard Kroner, Nikolai von Bubnoff, Sergius Hessen und Fedor Stepun, die ebenfalls bei Windelband bzw. Rickert studiert oder promoviert hatten, gründete er Logos. Internationale Zeitschrift für Philosophie der Kultur. Sie erschien in Deutschland von 1910 bis 1933 im Mohr Siebeck Verlag, außerdem in Russland und Italien. Mehlis war anfangs alleiniger Herausgeber der deutschen Ausgabe, ab dem dritten Band gab er sie bis 1924 zusammen mit Kroner heraus. Diese kulturphilosophische Zeitschrift erlangte bald Bekanntheit, unter anderem durch das Mitwirken bedeutender Geisteswissenschaftler aus verschiedenen Fachgebieten mit Nähe zum Neukantianismus.
Während des Ersten Weltkriegs kämpfte Mehlis zunächst an der Front und war unter anderem beim Stellvertretenden Generalkommando in Koblenz stationiert. Nach einer Verwundung Ende 1914 wurde er nur noch heimatnah eingesetzt. 1915 veröffentlichte er ein „Lehrbuch der Geschichtsphilosophie“ und wurde daraufhin zum außerplanmäßigen Professor der Philosophie an der Universität Freiburg ernannt. Er äußerte sich zu dieser Zeit sehr kritisch über den Krieg, den er als „Feind der Kultur“ bezeichnete. Er verfasste weitere philosophische Schriften, unter anderem eine Studie über Plotin.
1924 floh Mehlis aus Deutschland, da wegen eines Vergehens nach § 175 gegen ihn ermittelt wurde. Er lebte danach in Chiavari. In den folgenden Jahren veröffentlichte er mehrere Bücher über den italienischen Faschismus und schrieb diesbezügliche Beiträge für die deutschnationale Zeitschrift Der Tag. Er betrachtete Benito Mussolini als „große Führerpersönlichkeit“, aber dass die „Form des faschistischen Staates dem deutschen Volke angemessen“ sei, bezweifelte er.

## Werke (Auswahl)
- Schellings Geschichtsphilosophie in den Jahren 1799–1804. Buchdruckerei K. Rössler, Heidelberg 1906 (online).
- Die Geschichtsphilosophie Auguste Comtes. Fritz Eckardt Verlag, Leipzig 1909.
- Lehrbuch der Geschichtsphilosophie. Verlag von Julius Springer, Berlin 1915 (online).
- Einführung in ein Systeme der Religionsphilosophie. Verlag von J. C. B. Mohr, Tübingen 1917.
- Probleme der Ethik. Verlag von J. C. B. Mohr, Tübingen 1918.
- Über Formen der modernen Lyrik und Epik (Axel Lübbe). Eine kunstphilosophische Studie. Erich Matthes, Leipzig und Hartenstein im Erzgebirge 1922.
- Die deutsche Romantik. Rösl & Cie., München 1922.
- Plotin. Frommann, Stuttgart 1924 (online).
- Die Mystik in der Fülle ihrer Erscheinungsformen in allen Zeiten und Kulturen. F. Bruckmann, München 1926.
- Die Idee Mussolinis und der Sinn des Faschismus. E. Haberland, Leipzig 1928.
- Der Staat Mussolinis. E. Haberland, Leipzig 1929.
- Italienische Philosophie der Gegenwart. Junker & Dünnhaupt, Berlin 1932.
- Freiheit und Faschismus. Lindner, Leipzig 1934.
- Führer und Volksgemeinschaft. Junker & Dünnhaupt, Berlin 1941.